# Robert Lynn (Regisseur)
Robert Lynn (* 9. Juli 1918 in Fulham, Vereinigtes Königreich; † 15. Januar 1982 in London) war ein britischer Filmregisseur.

## Leben und Wirken
Der Sohn des britischen Bühnen- und Filmkomikers Ralph Lynn (1882–1962) stieß mithilfe seines Vaters 1936 zum Film und erlernte das Handwerk von der Pike auf. Lynn junior arbeitete zunächst mehrere Jahre lang als Kameraassistent, seit Beginn der Nachkriegszeit auch als Regieassistent (1946 ff.). In dieser Funktion war Robert Lynn auch später noch, als er längst eigene Regieaufträge erhielt, weiterhin tätig und assistierte bei einigen bekannten Hammer-Filmen wie den Genreklassikern Yeti, der Schneemensch, Dracula, Frankensteins Rache und Dracula jagt Minimädchen. Seine letzte bedeutende Arbeit war 1978/79 die Second-Unit-Regie bei dem zweiten Superman-Film Superman II – Allein gegen alle.
Zwei Jahrzehnte zuvor (1958) debütierte Lynn als Regisseur und drehte bis zum Ende des Jahrzehnts diverse Einzelfolgen von nicht allzu bekannten Serien, darunter London 999, Der Mann von Interpol und Hier Interpol – Inspektor Duval. Mit dem Billigkrimi Scotland Yard hört mit mit der Deutschen Sabina Sesselmann inszenierte Lynn 1961 seinen ersten Kinofilm. Bis gegen Ende desselben Jahrzehnts drehte Lynn vor allem B-Krimis und ebensolche Abenteuergeschichten, überwiegenden Produktionen aus dem Hause Harry Alan Towers’. Dabei handelte es sich um bisweilen international co-produzierte und ebenso besetzte Filme mit exotischen Drehorten, in denen neben heimischen Stars wie Christopher Lee, Richard Todd und Donald Pleasence auch immer wieder im deutschen Film fest etablierte Schauspieler wie Heinz Drache, Marianne Koch, Lex Barker, Ann Smyrner, Hildegard Knef, Paul Hubschmid und Dietmar Schönherr mitwirkten.
Robert Lynn starb im Januar 1982 an Krebs, er wurde 63 Jahre alt.

## Filmografie
- 1958: Target (TV-Serie, eine Folge)
- 1959: London 999 (TV-Serie)
- 1960: Der Mann von Interpol (TV-Serie, zwei Folgen)
- 1960: Hier Interpol – Inspektor Dual (TV-Serie)
- 1961: Scotland Yard hört mit (Information Received)
- 1961: Two Letter Alibi
- 1961–62: Die Verfolger (TV-Serie)
- 1962: Armleuchter in Uniform (Postman‘s Knock)
- 1962: Dr. Crippen
- 1963: Take me Over
- 1963: Blaze of Glory
- 1964: Die Verdammten der Blauen Berge (Victim Five)
- 1964: Blonde Fracht für Sansibar (Mozambique)
- 1964: Sanders und das Schiff des Todes (Coast of Skeletons)
- 1965: Sandy the Seal
- 1965: Change Partners
- 1966: Gern hab ich die Frauen gekillt (eine Episode)
- 1967: Captain Scarlet und die Rache der Mysterons (TV-Serie)
- 1967: Diana – Tochter der Wildnis (The Face of Eve)
- 1976: Mondbasis Alpha 1 (TV-Serie, zwei Folgen, bei anderen nur Regieassistenz)